# Göflån
Göflån är en sjö i Vansbro kommun i Dalarna och ingår i Dalälvens huvudavrinningsområde. Sjön har en area på 0,234 kvadratkilometer och ligger 282,6 meter över havet. Sjön avvattnas av vattendraget Gönan.

## Delavrinningsområde
Göflån ingår i det delavrinningsområde (672477-142304) som SMHI kallar för Inloppet i Lisjön. Medelhöjden är 294 meter över havet och ytan är 1,42 kvadratkilometer. Det finns ett avrinningsområde uppströms, och räknas det in blir den ackumulerade arean 14,74 kvadratkilometer. Gönan som avvattnar avrinningsområdet har biflödesordning 4, vilket innebär att vattnet flödar genom totalt 4 vattendrag innan det når havet efter 317 kilometer. Avrinningsområdet består mestadels av skog (52 procent) och sankmarker (31 procent). Avrinningsområdet har 0,23 kvadratkilometer vattenytor vilket ger det en sjöprocent på 16,5 procent.